# Dryops (Eponym)
Dryops (altgriechisch Δρύοψ Drýops, deutsch ‚Eichenmann‘), Namensgeber der Dryoper, ist eine Gestalt der griechischen Mythologie.
Er war der Sohn der Danaide Polydora und eines Flussgottes – je nach Überlieferung des Peneios oder des Spercheios. Als Kinder des Dryops werden Dryope, Kragaleus und Theiodamas genannt.
Mit der Wanderung der Dryoper und ihrer Besiedelung des Peloponnes veränderte sich auch die Sage. Dryops wurde später in die peloponnesische Genealogie eingereiht und als Sohn des arkadischen Königs Lykaon (oder des Apollon) und der Dia bezeichnet, die den neugeborenen Knaben in einer Eiche (Δρῦς Drýs) versteckte. In diesen Legenden wurde Dryops’ Tochter Dryope von Hermes Mutter des Hirtengottes Pan.